# Pembrokeshire Earlies
Les Pembrokeshire Earlies ou Pembrokeshire New Potatoes (pommes de terre nouvelles du Pembrokeshire) sont une production locale de pommes de terre  spécifique du Pays de Galles (Royaume-Uni).
Cette production a fait l'objet d'une demande de classement en IGP (indication géographique protégée) au niveau européen le 29 janvier 2013.  

## Caractéristiques du produit
Les Pembrokeshire Earlies sont des pommes de terre primeurs de forme ronde ou ovale, plutôt petites (calibre de 15 à 70 mm), à chair blanc crème, à peau lisse et fine, de couleur variable selon les variétés.
Aucune variété n'est imposée, sous réserve que les plants utilisés appartiennent à une variété inscrite dans les catalogues officiels européens.
Ces pommes de terre ont la saveur typique des tubercules « primeurs», sucrée et au goût de noisette.

## Aire géographique
L'aire géographique de production des Pembrokeshire Earlies comprend la totalité du comté de Pembroke, péninsule située dans l'ouest du pays de Galles et environnée par la mer d'Irlande.